# Frank Alamo
Pour les articles homonymes, voir Alamo et Grandin.
Ne doit pas être confondu avec Salvatore Adamo.
Frank Alamo, de son vrai nom Jean-François Raymond Grandin, né le 12 octobre 1941 dans le 15e arrondissement de Paris et mort le 11 octobre 2012 dans le 16e arrondissement de Paris, est un chanteur français qui connut le succès dans les années 1960.

## Biographie
Frank Alamo est le fils de l'industriel fondateur de la marque de postes de radio et de téléviseurs Grandin . Jean-François Grandin débute dans la chanson en étant le soliste des Petits Chanteurs à la croix de bois. Il sera plus tard batteur dans le groupe béarnais LES CHENAPANS que l'on peut voir quelques secondes dans le film franco-suédois de 1963 tourné à Paris "Trois de perdues" (titres original : Tre Piger i Paris).
Il est découvert par le directeur artistique Jean Fernandez pendant l'une des auditions hebdomadaires organisées par les disques Barclay à Paris. Mais la légende raconte que, pendant un séjour aux sports d'hiver, il rencontre Eddie Barclay à Val-d'Isère qui l'entend chanter des chansons anglaises en français. Il est engagé et prend le nom de scène de « Frank » (version anglaise de « François ») et « Alamo » (car impressionné par Alamo, le film de John Wayne, il criait « Alamooo » avant de faire le fou à ski et de descendre à fond les pistes de la station[réf. nécessaire]).
Il débute dans les années 1960 durant la période des yé-yé, en reprenant des adaptations en français de succès américains et/ou britanniques.
De son répertoire, on retient notamment Ma biche, adaptation française par Vline Buggy de Sweets for My Sweet composée par Mort Shuman  pour le groupe The Drifters ; ainsi que des adaptations de chansons des Beatles, Je me bats pour gagner (A Hard Day's Night), et Je veux prendre ta main (traduction presque mot à mot de I Want to Hold Your Hand). Poussé par son ami Patrick Villaret et son directeur artistique Léo Missir, il enregistre plusieurs chansons originales qui ne connaissent pas le succès des adaptations anglo-saxonnes[réf. nécessaire].
Plusieurs de ses chansons obtiennent de grands succès populaires particulièrement au début des années 1960 : Da dou ron ron, File, file, file, Reviens vite et oublie ou encore Ma biche en 1963. Cette dernière se vendra à près de 260 000 exemplaires.L'année suivante c'est Allô Maillot 38-37 qui obtient les faveurs du public. En 1965, Le chef de la bande et Sing c'est la vie sont des succès. En 1966, sa chanson Eve  se vend à 50 000 exemplaires.
Frank Alamo se produit en première partie de la première tournée de Sheila nommée La tournée du siècle fin 1963 début 1964. Il passe juste après Les Surfs. À la rentrée 1964, il est sur la scène de l'Olympia à Paris pour un gala consacré aux « idoles des jeunes ». Il n'apparaît pas sur la Photo du siècle de 1966 regroupant les idoles yéyés, étant à l'époque en plein service militaire.
En 1969, il arrête la chanson et exerce par la suite divers métiers allant de la photographie à la direction de la concession Jaguar de Neuilly. Il est le père de la journaliste présentatrice de l' émission Les Animaux de la 8 sur C8, Élodie Ageron, née le 1er mars 1980 .
En 1983, il rachète et devient le PDG de l'entreprise française (qui devient « Automobiles Grandin ») produisant  les Dallas, automobiles aux carrosseries inspirées de la Jeep, sur des bases de modèles de grande série. Près de 5 000 exemplaires des diverses versions de la Dallas seront construits entre 1981 et 1998. Il revend l'entreprise en 1996.  
Durant les années 2000, il revient à la chanson avec la tournée Âge tendre et têtes de bois et assure plus de deux cents galas[réf. nécessaire]. Malgré la maladie qui lui est  diagnostiquée, il poursuit la tournée de la première à la quatrième saison (de 2006 à 2010).
Frank Alamo meurt le 11 octobre 2012 à Paris, la veille de son anniversaire, des suites d'une sclérose latérale amyotrophique (maladie de Charcot). Il est inhumé au cimetière du Père-Lachaise (25e division).

## Discographie

### Albums studios
- 1963: Da dou ron ron
- 1964: Ma biche
- 1965: Allô Maillot 38-37
- 1965: Le chef de la bande
- 1966: Sing c'est la vie
- 1967: Sur un dernier signe de la main
- 2004: Frank Alamo 2004

### 45 tours
- 1963 : Loop de loop / Fait pour durer / Je suis encore amoureux / Ce petit jeu
- 1963 : Da dou ron ron / File, file, file / Pas de larmes / Il y avait toi
- 1963 : Reviens vite et oublie / Sylvie / Ma biche / Tout se sait un jour
- 1963 : L'ange que j'attendais
- 1964 : Coplan Agent Secret (B.O.F)
- 1964 : Hum hum hum / Ma mère / Je veux prendre ta main / A Broadway
- 1964 : Allô Maillot 38-37 / Non, ne dis pas adieu / Jolie frimousse / Oui c'est vrai
- 1964 : Je me bats pour gagner / Oh non ! / Oui j'ai peur / Fais ça pour moi
- 1964 : Cherchez l'idole (B.O.F)
- 1965 : Chante avec moi (duo avec Le Petit Prince)
- 1965 : Le chef de la bande / Qu'est-ce que peut bien faire un garçon ? / Souviens-toi des nuits d'été / Jure-le-moi
- 1965 : Des filles et des garçons / Ma vie à t'attendre / Dis-lui non / Reste comme tu es
- 1965 : Sing c'est la vie / Le chasseur de primes / Long-long-longtemps / Souviens-toi ma jolie
- 1965 : Bimbo / Je revis / Le prix d'aimer / Sylvia
- 1966 : Tente ta chance
- 1966 : Ce n'est pas difficile / De la science à la fiction / Ma lady d'un soir / Corps et âme
- 1966 : Ça ne fait rien car je t’aime / Il ne faut pas m’en vouloir / Sur un dernier signe de main / Si j’écrivais le livre
- 1966 : Toi et ton sourire d’enfant / Où vas-tu sans amour ? / Ève / La chance est avec moi
- 1967 : Envoie-moi ta photo / Avec une barbe blanche
- 1967 : Maudit brouillard / Je compte sur mes doigts / L'amour ne se détruit pas / À travers les carreaux
- 1967 : J’ai pleuré pour toi / J’aime un petit animal / Heureux tous les deux / Toi et ton sourire d’enfant
- 1967 : Les poings fermés / C’est déjà du passé / Oh ! oh ! fait le clown / Au premier tunnel
- 1967 : Si j’avais des ailes / Lilliputien / Avec une barbe blanche / Envoie-moi ta photo
- 1968 : C’est ça la vie / Une fille m’a compris / Je connais une chanson / Tourne encore
- 1968 : Tom et Tam / Marie-Angèle / Ses lunettes de soleil / L’arc-en-ciel
- 1969 : En vous quittant / Les enfants des villes
- 1986 : Quelque chose en elle / Et Jeanne s’endort
- 2003 : Embrasse-moi (en duo avec Annie Philippe)

### Compilations
- 1963 : Surf party (multi-artistes)
- 1963 : Dansons avec les copains (multi-artistes)
- 1964 : Surf avec Frank Alamo
- 1964 : Surf party (multi-artistes)
- 1966 : Frank Alamo
- 1967 : Hit-Parade Soleil
- 1970 : Le disque d'or de Frank Alamo
- 1975 : Frank Alamo
- 1977 : Golden Oldies Frank Alamo
- 1979 : Let's dance rock and twist Frank Alamo
- 1980 : Série souvenirs No 3: Frank Alamo
- 1981 : Rock (multi-artistes)
- 1982 : Le temps des idoles (multi-artistes)
- 1983 : Ma biche
- 1984 : Frank Alamo
- 1985 : La boum des années 60: Volume I (multi-artistes)
- 1986 : Frank Alamo II
- 1987 : La boum des années 60: Volume III (multi-artistes)
- 1988 : Les années 60 (multi-artistes)
- 1989 : Programme Plus Frank Alamo
- 1990 : Sing c'est la vie
- 1998 : Best-of Nouveaux enregistrements: Frank Alamo
- 2000 : 45 tours de collection No 3: Frank Alamo
- 2001 : 45 tours de collection No 6: Frank Alamo
- 2002 : Biche ô ma biche
- 2003 : Embrasse-moi
- 2004 : Singles collections: Frank Alamo
- 2005 : Sentimental
- 2006 : Tendres années 60: Frank Alamo
- 2007 : A travers les carreaux
- 2008 : Âge tendre et Tête de bois (multi-artistes)
- 2009 : Portrait 1963/1969
- 2010 : Le disque d'or
- 2011 : Âge tendre et Tête de bois (multi-artistes)
- 2012 : Nos années 60 (multi-artistes)
- 2013 : Frank Alamo
- 2014 : Frank Alamo: Le Best-of
- 2015 : Salut les copains
- 2017 : Âge Tendre le Best-Of (multi-artistes)
- 2020 : Années 60: succès (multi-artistes)
- 2021 : Salut les copains: Triple Best-Of
- 2022 : Compilation Frank Alamo

### Succès discographiques (France)
| Année | Titre                           | Meilleur classement | Nombre de semaines classées | Chiffres de ventes |
| ----- | ------------------------------- | ------------------- | --------------------------- | ------------------ |
| 1963  | File, file, file                | No 4                | 16                          | 230 000            |
| 1963  | Biche ô ma biche                | No 4                | 17                          | 258 000            |
| 1964  | Hum, hum, hum                   | No 16               | 5                           | 75 000             |
| 1964  | Allô maillot 38-37              | No 7                | 10                          | 120 000            |
| 1964  | Je me bats pour gagner          | No 18               | 4                           | 75 000             |
| 1965  | Le chef de la bande             | No 6                | 11                          | 125 000            |
| 1965  | Des filles et des garçons       | No 7                | 8                           | 95 000             |
| 1965  | Bimbo                           | No 16               | 5                           | 60 000             |
| 1966  | Sing c'est la vie               | No 12               | 7                           | 80 000             |
| 1966  | Sur un dernier signe de la main | No 19               | 3                           | 50 000             |
| 1966  | Eve                             | No 22               | 1                           | 50 000             |
| 1967  | Maudit brouillard               | No 17               | 3                           | 55 000             |

## Bande originale de film
- 1964 : Cherchez l'idole
- 1996 : Cherchez l'idole
- 2010 : American Trip (Heureux tous les deux)

## Filmographie
- 1964 : Cherchez l'idole de Michel Boisrond